# Sophie Eleonore Walther
Sophie Eleonore Walther (gift Achenwall), född 6 januari 1723 i Giessen, död 23 maj 1754 i Göttingen, var en tysk författare. Hon kallades av sina samtida också "Waltherin" eller "Olorena". Hon var vid sin död gift med Gottfried Achenwall.

## Biografi
Sophie Eleonore Walther föddes i Giessen som dotter till läraren Heinrich Andreas Walther. Fadern undervisade sina barn själv och hon fick en utbildning som för tiden var ovanlig för flickor: Förutom franska och engelska lärde hon sig också latin, grekiska och hebreiska. Sophie Eleonore Walther uppmuntrades av sin bror Friedrich Andreas Walther (1727–1769), som 1746 hade publicerat sin Proben poetischer Uebungen, att också publicera det hon skrivit.
Walther presenterade 1749 sitt första verk Gedanken in gebundener Rede auf die Religions-Spötter und Gottes-Läugner vid Deutschen Gesellschaft i Göttingen, en sammanslutning med fokus på språkvård efter inspiration av Franska Akademien. Hon utnämndes då till hedersmedlem, den sjätte kvinnan som fått denna ära.
När Gedichte (Dikter) publicerades 1750 utsåg även Helmstedter Gesellschaft och Jenaer Gesellschaft henne till hennes hedersmedlem. Walther hade också vid denna tid etablerat vänskaplig kontakt med andra samtida skrivande kvinnor, till exempel Susanne von Klettenberg.   
I oktober 1751 träffade hon i Frankfurt nationalekonomen Gottfried Achenwall, som hade läst hennes poesi och sökte upp henne. Den 24 maj året därpå gifte de sig i Göttingen. Redan 1754 dog Sophie Eleonore Walther i samband med en förlossning. Diktare som Friedrich Karl von Moser skrev dikter och tal över hennes dödsfall.